# Fiorano Modenese
Fiorano Modenese är en ort och kommun i provinsen Modena i regionen Emilia-Romagna i Italien. Kommunen hade 17 064 invånare (2018).